# Павлиноглазка селена
Павлиноглазка селена лат. Actias selene — вид павлиноглазок из рода Actias.

## Описание
Размах крыльев достигает 16 см. Основной фон окраски салатовый или светло-зелёный. На каждой паре крыльев находятся округлые небольшие глазки. На расстоянии около 1 см, от края крыла располагаются две красноватые полосы, из которых внешняя тоньше, внутренняя толще. У самок полосы выражены слабее. Самцы имеют относительно узкие задние крылья с длинными прямыми выростам — «хвостиками» длиной до 5 см. У самок нижние крылья широкие, выросты до 3,5 см. Усики самок узкие — гребенчатые, самцов широкие — перистые. Гусеница крупная до 9 — 10 см. Куколка находится в коконе величиной до 6 см.

## Распространение
Встречается от Афганистана до Индии, в Китае, Сундаланде, Филиппинских островах, о. Ява, о. Шри-Ланка, о Суматра и о. Борнео. На территории России встречается на территории юга Приморского края.

## Кормовые растения гусеницы
Кормовые растения гусениц: Lannea, манго (Mangifera), терминалия (Terminalia), кориария (Coriaria), лещина (Corylus), подбел (Andromeda), дуб (Quercus), орех (Juglans), лавсония (Lawsonia), гибискус (Hibiscus), ним (Azadirachta), моринга (Moringa), бирючина (Ligustrum), крушина (Rhamnus), яблоня (Malus), слива (Prunus), груша (Pyrus), желтодревесник (Zanthoxylum) и ива (Salix).

## Подвиды
- Actias selene brevijuxta Nässig & Treadaway, 1997
- Actias selene eberti Rougeot, 1969
- Actias selene selene (Hübner, 1807)

## Галерея

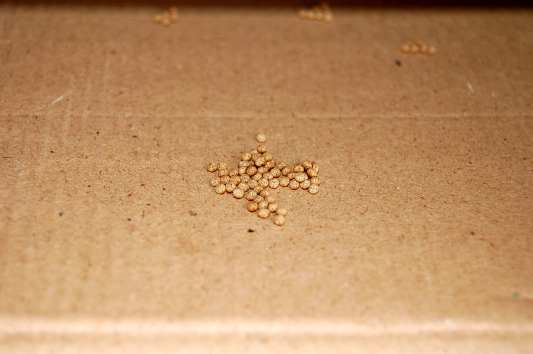
Яйца
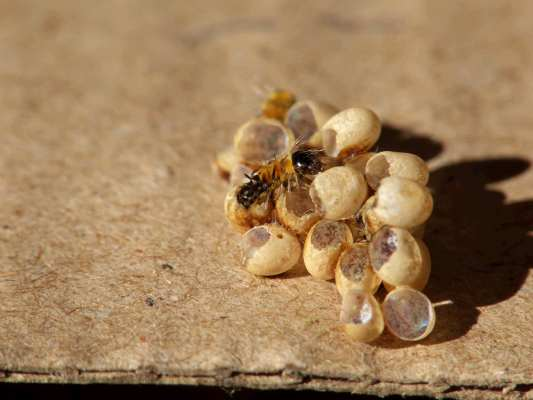
Гусеницы
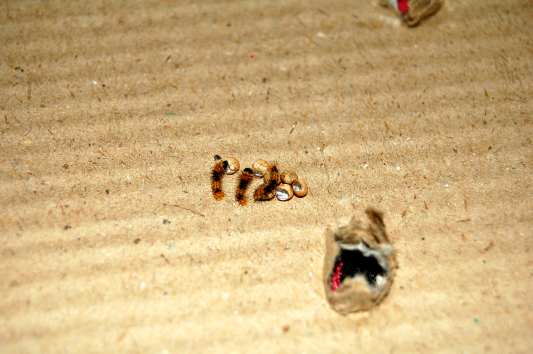
Молодая гусеница
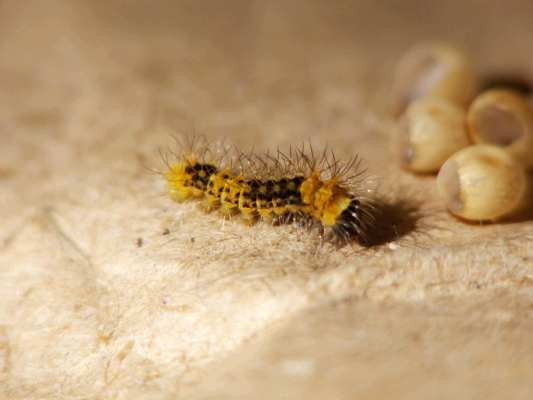
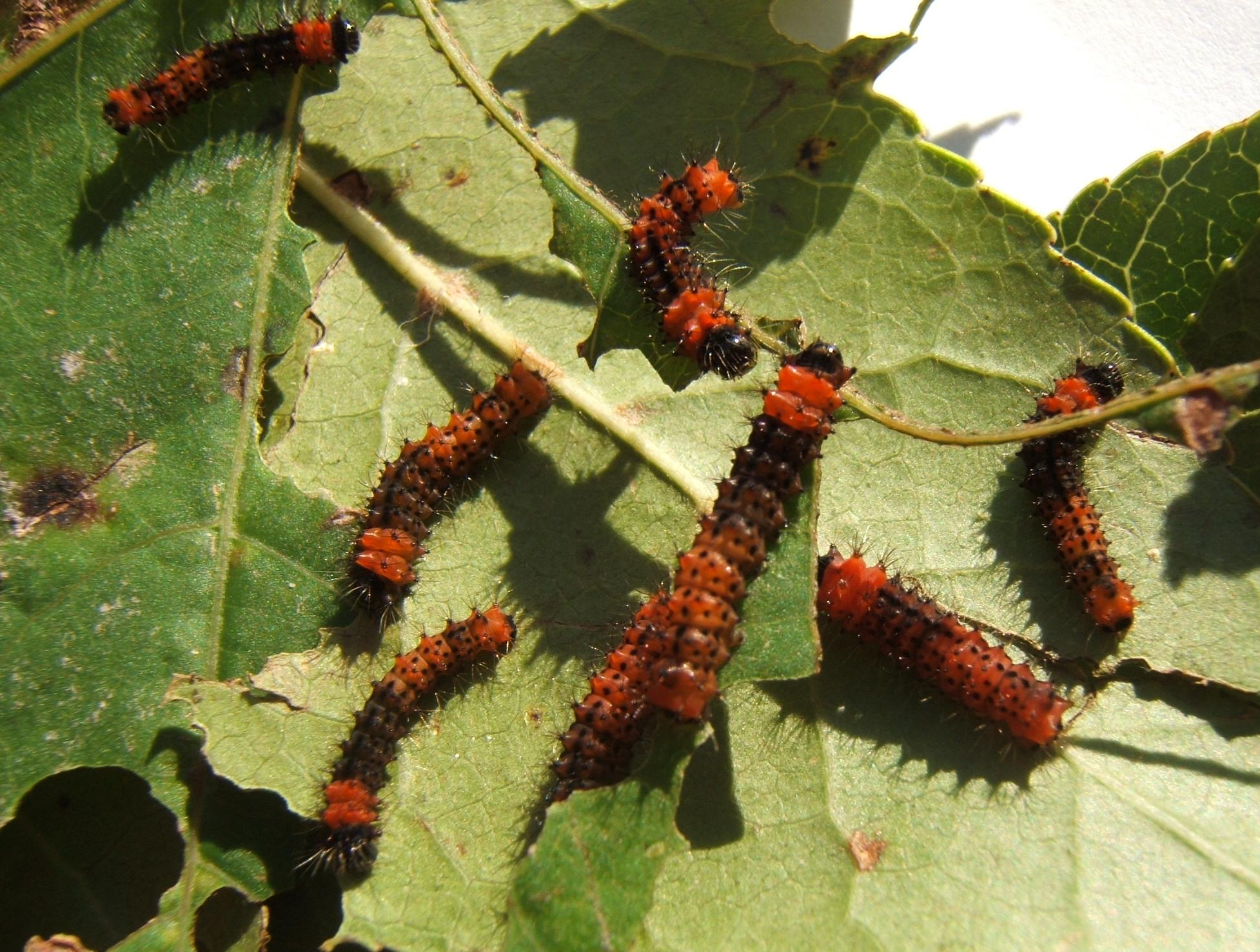
Первая стадия гусеницы
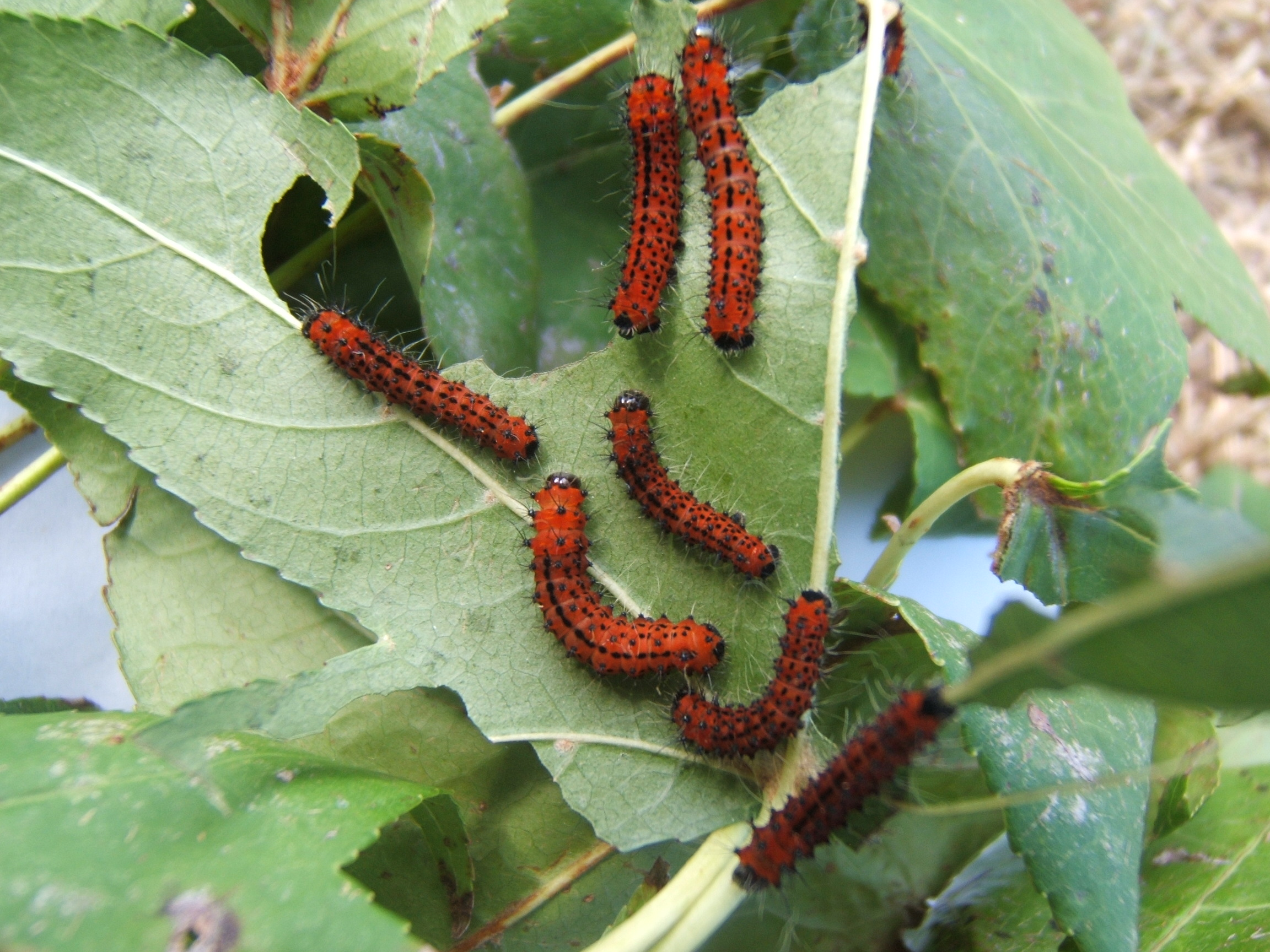
Вторая стадия гусеницы
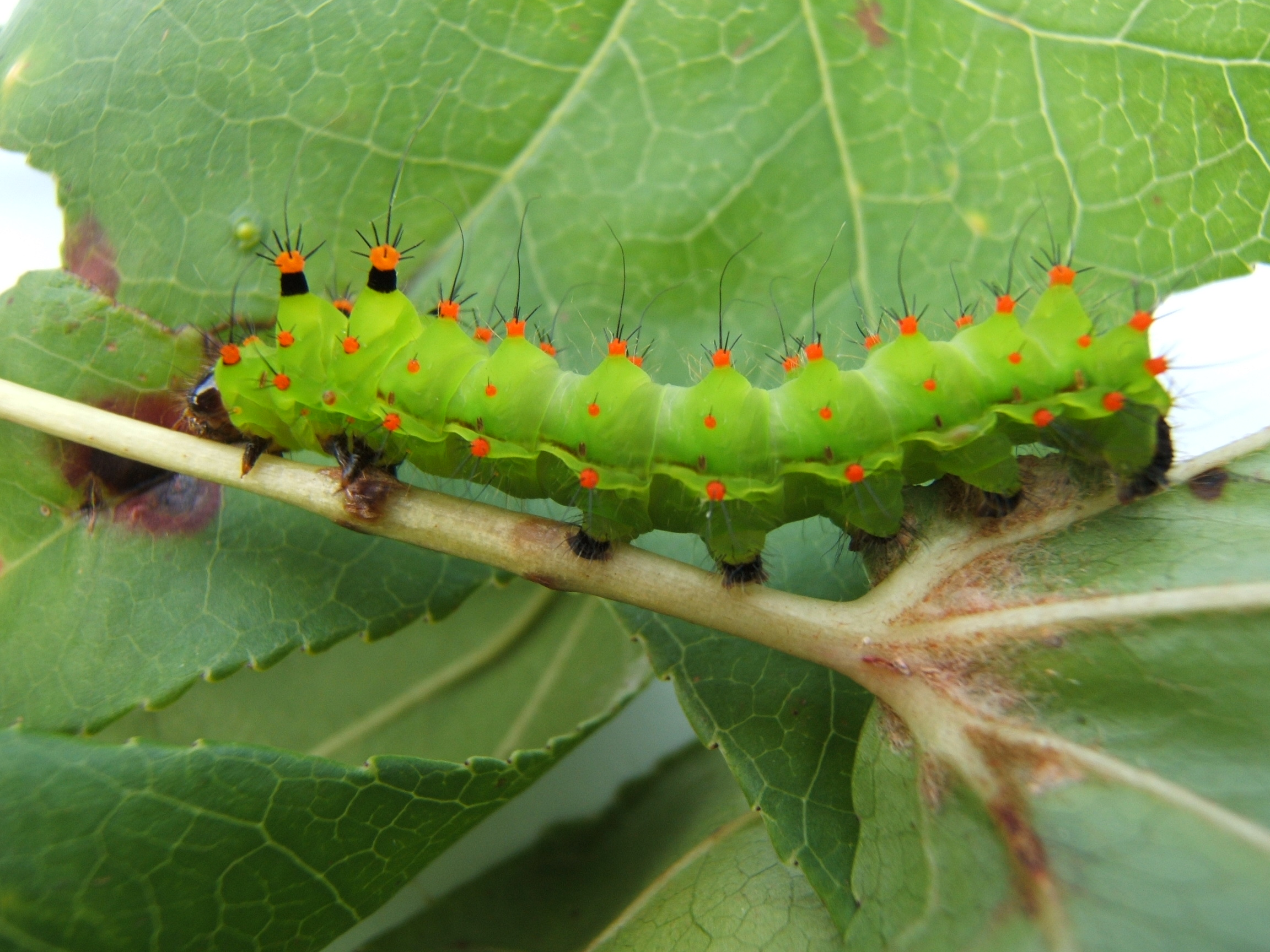
Третья стадия гусеницы
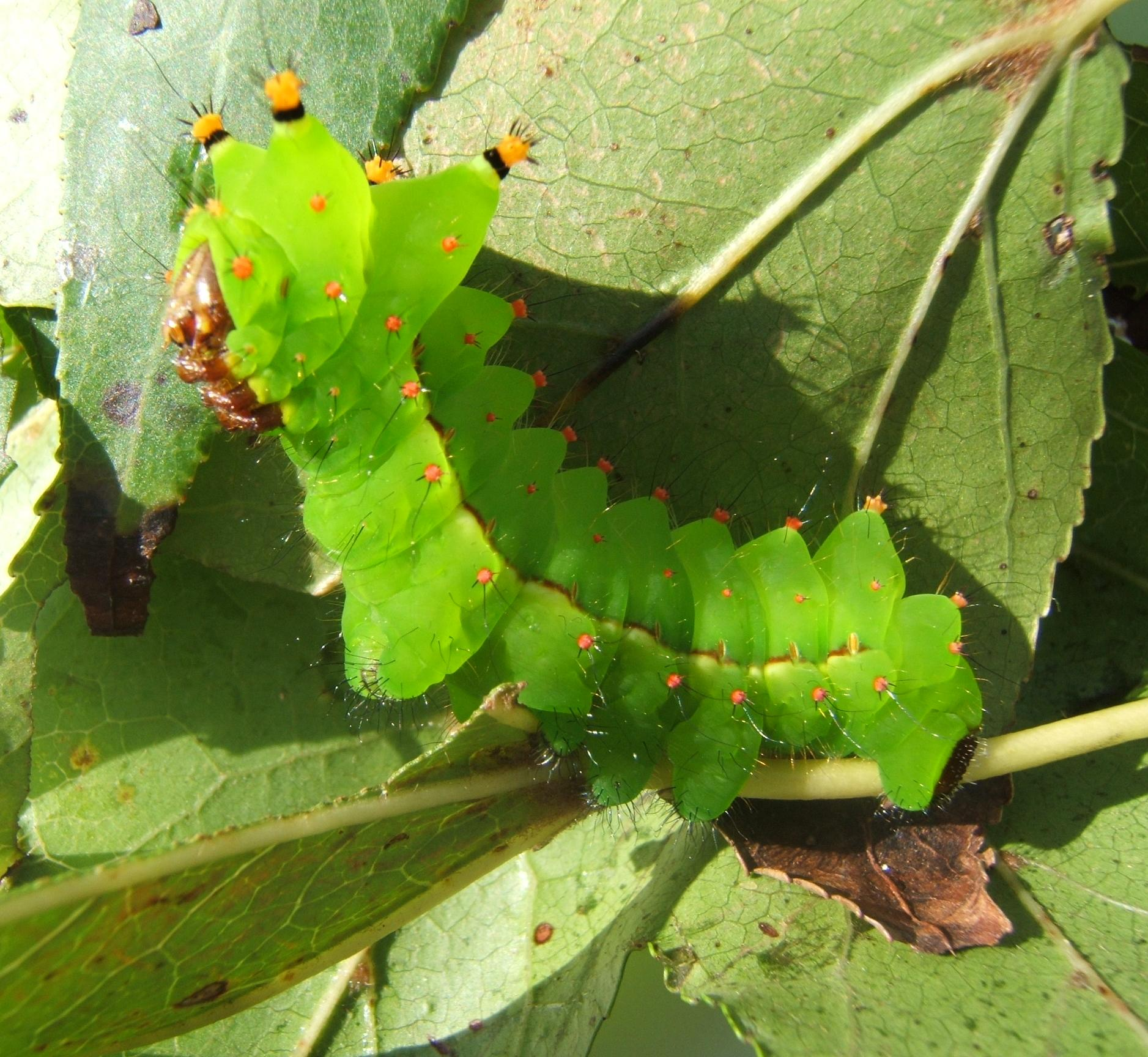
Четвёртая стадия гусеницы
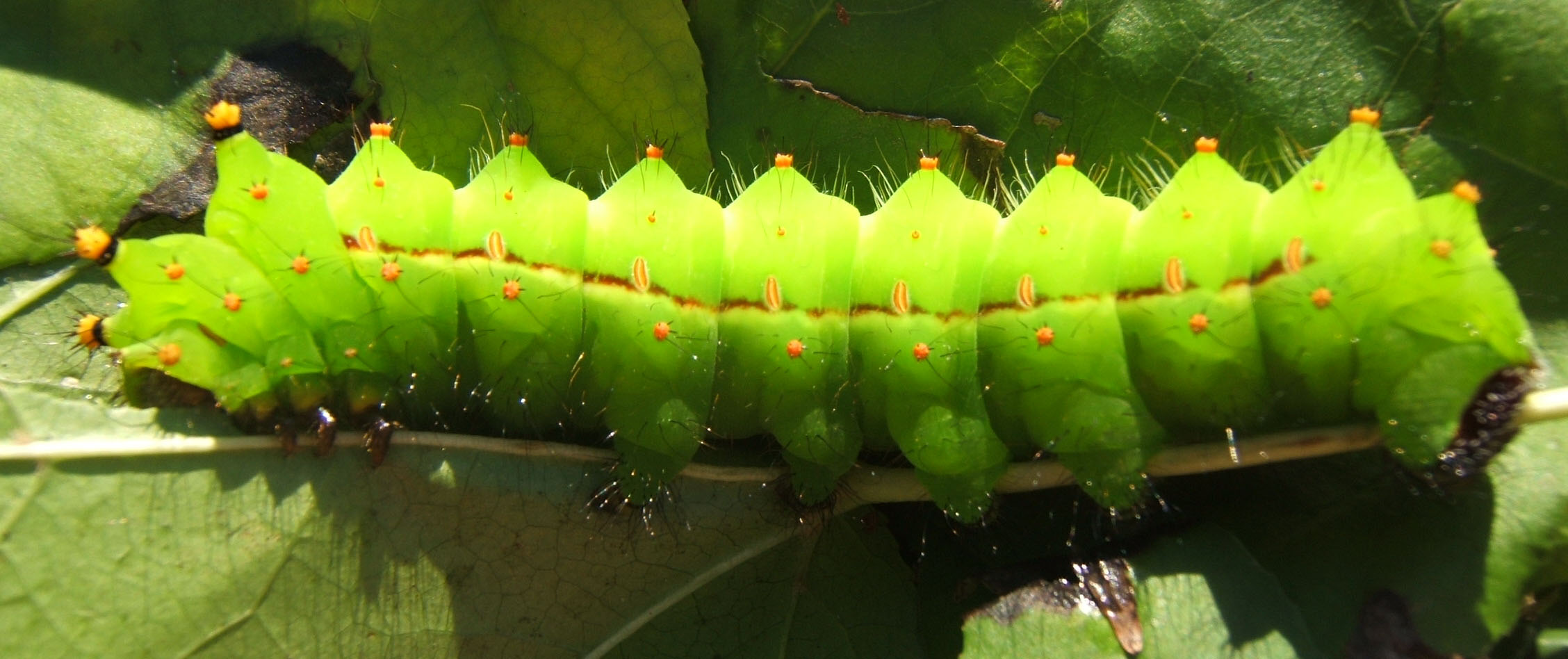
Пятая стадия гусеницы
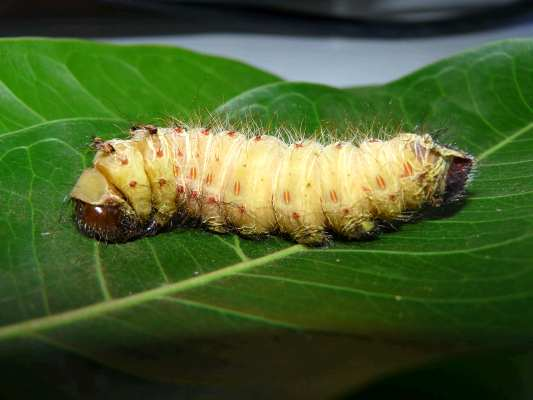
Последняя стадия гусеницы
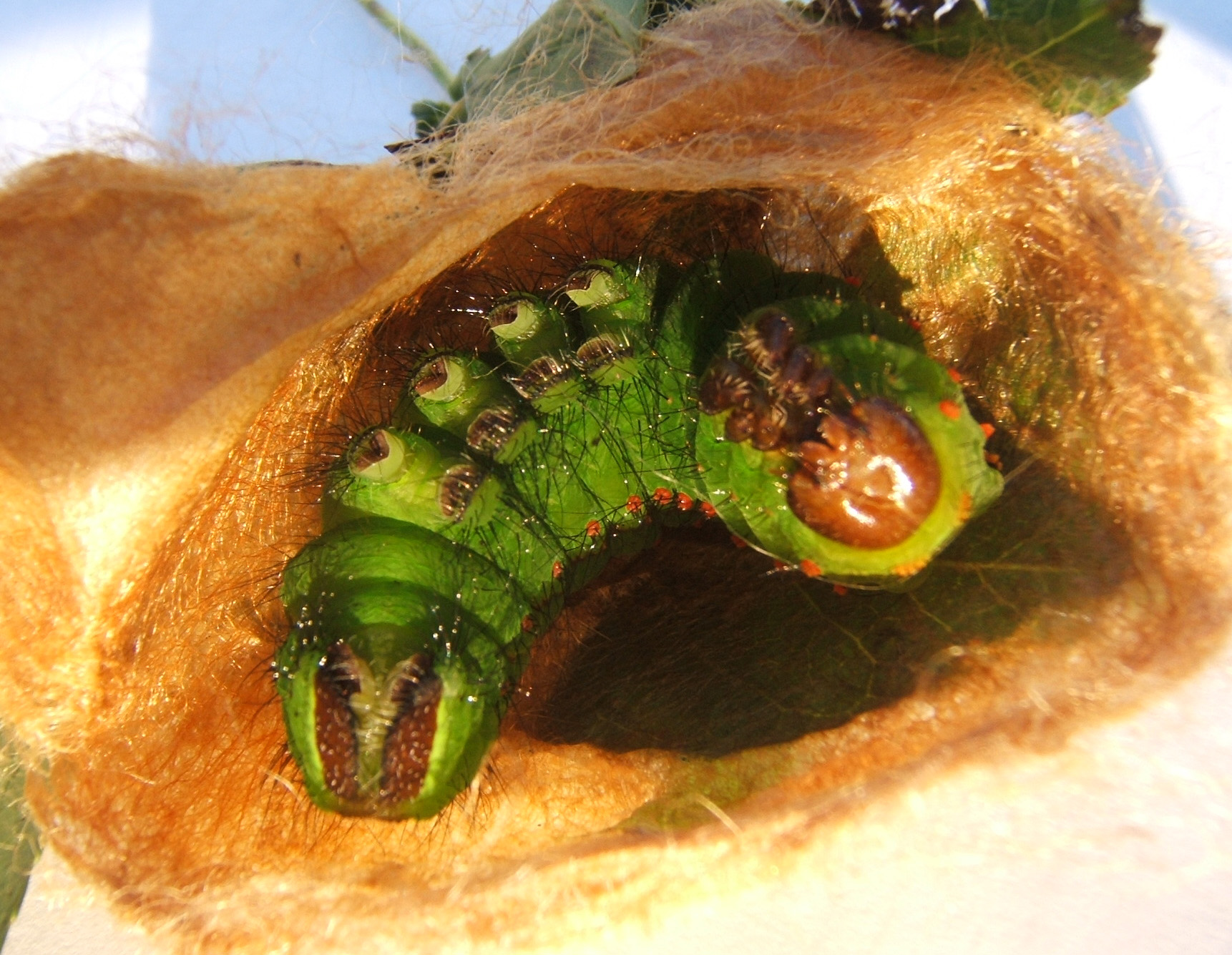
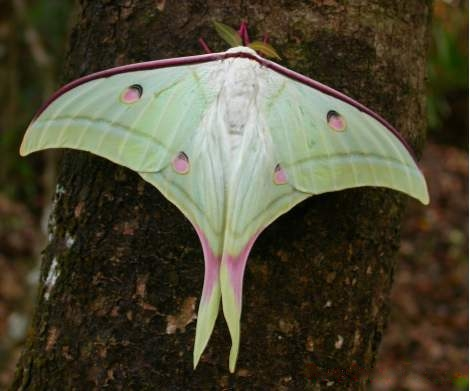
Самец